# Zlatko Meštrić
Zlatko Meštrić (Varaždin, 1789. - ?), hrvatski pjesnik.
U razdoblju klasicizma bio je znameniti pjesnik i profesor. Najveći uspjeh su postigla njegova sabrana djela koje je koristio na predavanjima u pučkoj školi. Njegova najveća ljubav bilo je pisanje i od malih nogu on piše pjesme. Pjesme iz njegovih mlađih dana smatrane su vrlo ciničnim i mračnim, a najutjecajnija je bila "Gospodar Tame" unatoč temi nekarakterističnoj tom razdoblju. Zlatko dolazi iz obitelji s dugom kulturnom tradicijom. Kao dječak je u crkvi svirao orgulje sve dok ga nisu izbacili zbog kršenja moralnih pravila. Srećom njegov otac bio je utjecajna osoba u političkim krugovima te je uspio Zlatku osigurati slobodno i neometano djetinjstvo u kojem je mogao izraziti svoju kreativnost. Zlatko je u djetinjstvu preživio vrlo traumatično iskustvo smrti njegova privatnog tutora. To iskustvo je imalo veliki utjecaj na sva njegova ranija djela. Kasnije se priklonio drugim piscima toga doba te su njegova djela kroz godine počela dobivati sve veće moralno-didaktičke poruke.

### Djela
- "Gospodar Tame", (1802.)
- "Iskušenja života", (1809.)
- "Sakralne pjesme", (1814.)
- "Sabrana djela", (1822.)